# 팔란스테리움속
팔란스테리움속(Phalansterium)은 단세포 생물 속의 일종으로 몇 종을 포함하고 있다. 팔란스테리움속은 사분포자를 만든다.
팔란스테리움속은 분류하기가 까다롭다. 중심자외주물질로 이루어진 독특한 초미세 구조로 되어 있다. 분자생물학적 증거에 의해 아메바류로 분류되고 있다.
진핵생물의 조상과 유사성이 지적되고 있다.